# FC Noah Jerewan
Der FC Noah (ehemals FC Arzach) (armenisch Նոա Ֆուտբոլային Ակումբ, Arzach Futbolayin Klubi, englisch Artsakh FC) ist ein armenischer Fußballverein aus Jerewan. Der Club spielt momentan in der höchsten armenischen Liga, der Bardsragujn chumb.

## Geschichte

### Anfänge als FC Arzach (2017–2019)
Der Verein wurde im Jahr 2017 als FC Arzach gegründet und stieg in die 2. armenische Liga, die Aradschin chumb, ein. Der Verein verlor hierbei nur vier Spiele und wurde am Saisonende Zweiter. Höhepunkt war das 12:0 über den FC Erebuni, was bis heute dem höchsten Sieg der Vereinsgeschichte entspricht.
Arzach stieg damit gleich in seiner ersten Saison in die 1. armenische Liga, die Bardsragujn chumb, auf. Dem Verein gelang zum Einstand prompt ein 1:0-Heimsieg über den FC Urartu Jerewan. Doch im Kalenderjahr 2018 gelang ansonsten nur ein 2:0-Auswärtserfolg über den FC Sjunik. Die Saison wurde schlussendlich auf Platz 8 beendet, wobei es in dieser Spielzeit wegen Aufstockungen der Oberliga keine Absteiger gab.

### Fast alle Titel als FC Noah (2019/20)
Im Sommer 2019 taufte sich der Verein auf seinen heutigen Namen FC Noah um. Er überraschte daraufhin sowohl in der Liga als auch im armenischen Pokal. In letzterem konnte der Verein bis ins Finale vorstoßen. Der Endgegner hieß FC Ararat-Armenia, das unter anderem sein Viertelfinale mit 11:2 gewonnen hatte. Die Partie endete nach Verlängerung mit 5:5, im Elfmeterschießen setzte sich der FC Noah mit 7:6 durch.
Nur vier Tage später kam es am allerletzten Spieltag der Liga-Saison zum Gipfeltreffen, auch diesmal war der Gegner Ararat-Armenia. Der FC Noah hätte einen Sieg gebraucht, um am Gegner vorbeizuziehen und so die armenische Meisterschaft zu erringen. Allerdings verlor Noah die Partie mit 0:2 und wurde daher Vizemeister.
Ein weiteres Schlüsselspiel gegen Ararat-Armenia gab es drei weitere Wochen später. Im armenischen Supercup kam es zum Aufeinandertreffen zwischen dem Meister und dem Pokalsieger der abgelaufenen Saison. Dabei setzte sich der FC Noah nach Verlängerung mit 2:1 durch und errang so den zweiten nationalen Vereinstitel innerhalb eines Monats.
Als amtierender Pokalsieger nahm der FC Noah zudem an der Qualifikation zur UEFA Europa League 2020/21 teil. Der Verein scheiterte aber schon in der ersten Runde mit 1:4 am kasachischen Vertreter FK Qairat Almaty.

### Vizemeisterschaften und Abstiegsangst (2020–2024)
Auch in der Saison 2020/21 spielte der FC Noah sowohl in der Liga als auch im Pokal stets weit vorne mit. Innerhalb von zehn Tagen kam es zu drei aufeinanderfolgenden Duellen mit dem FC Alaschkert Martuni. Im Halbfinal-Hinspiel in Martuni gab es ein 1:1-Remis. Anschließend setzte sich Noah in einer Liga-Partie zuhause mit 1:0 durch. Daraufhin verlor Noah trotz erneuten Heimvorteils das Halbfinal-Rückspiel im Pokal mit 1:3. Alaschkert wurde später Double-Sieger, Noah belegte aufgrund der besseren Tordifferenz gegenüber dem FC Urartu Jerewan den zweiten Platz.
Auch diesmal durfte sich der FC Noah daher international messen. Nach Umstellungen der Europapokal-Reformen nahm der Verein diesmal an der 1. Qualifikationsrunde zur UEFA Europa Conference League 2021/22 teil. Dort traf man auf Kuopion PS aus Finnland und feierte mit einem 1:0-Heimsieg den ersten vollen Erfolg auf internationalem Niveau. Allerdings verloren die Armenier im Rückspiel mit 0:5 und schieden aus.
Die Saison 2021/22 der Bardsragujn chumb startete für Noah mit der bis dato höchsten Niederlage der Vereinsgeschichte: Ein 1:7 auswärts beim FC Ararat Jerewan. In weiterer Folge erfuhr der Verein immer mehr Rückschläge in der Liga, schloss die Saison schlussendlich auf Platz 6 ab.
Die Bilanz in der Saison 2022/23 fiel allerdings nochmal wesentlich schlechter aus. In den ersten 17 Spieltagen gab es keinen einzigen Sieg und nur sechs Punkte, was dem schlechtesten Saisonstart der Vereinsgeschichte entspricht. Nach einer 0:3-Niederlage im Pokal-Viertelfinale gegen den FC Pjunik Jerewan unterbrach man mit einem 3:2-Heimsieg über Alaschkert Martuni die Durststrecke. In weiterer Folge fing sich der FC Noah und schaffte als Achtplatzierter noch den Klassenerhalt.
In der Saison 2023/24 kehrte der Verein zu alter Stärke zurück. Der FC Noah baute sich wieder als ernsthafter Anwärter auf den Meistertitel auf. Am vorletzten Spieltag musste man sich beim Gipfeltreffen dem FC Pjunik stellen, verlor die Partie jedoch mit 0:3 und vergab an diesen die Meisterschaft.

### Das Abenteuer UEFA Conference League (2024)
Als Vizemeister durfte Noah an der Qualifikation zur UEFA Conference League 2024/25 teilnehmen. Es war erst die dritte Teilnahme des Vereins an einem Europapokal. In der ersten Runde gewann man beide Partien gegen den KF Shkëndija mit 2:0 daheim und 2:1 auswärts. Anschließend feierte man einen 7:0-Kantersieg über Sliema Wanderers aus Malta, wobei im Rückspiel auf Malta ein 0:0 folgte. Eine große Überraschung gab es dann in der dritten Runde, als sich der FC Noah daheim gegen AEK Athen mit 3:1 durchsetzte. Für Schlagzeilen sorgte hierbei das Tor zum 2:1, das der Torhüter Ognjen Čančarević per Abschlag aus dem eigenen Strafraum erzielte. Das Rückspiel in Athen ging zwar mit 0:1 verloren, jedoch erreichte Noah dennoch die Play-off-Runde. Dort traf man auf den slowakischen Pokalsieger MFK Ružomberok, gegen den daheim mit 3:0 gewonnen wurde. Im Rückspiel geriet man dann selbst mit 0:3 in Rückstand, jedoch erzielte man in Unterzahl noch in der 88. Minute das 1:3 und erreichte so die Ligaphase.
Bereits im dritten Versuch wurde der FC Noah damit erstmals Teilnehmer einer internationalen Endrunde. Zum Auftakt in die Ligaphase trat der Verein zuhause gegen den FK Mladá Boleslav an. Aufgrund der starken Heimbilanz in der Qualifikation galt der FC Noah in dieser Partie als favorisiert. Der Einstand war mit einem 2:0 auch tatsächlich gelungen. Am zweiten Spieltag musste man mit einem 0:1 beim SK Rapid Wien die erste Niederlage im laufenden Wettbewerb hinnehmen. An Spieltag 3 geschah erneut Historisches, da man beim FC Chelsea mit 0:8 verlor und damit zum Opfer der bis dato höchsten Niederlage in der UEFA Conference League sowie der eigenen Vereinsgeschichte wurde. Im nächsten Heimspiel empfing man Víkingur Reykjavík, kam jedoch nicht über ein 0:0 hinaus. Spieltag 5 brachte zugleich die einzige Heimniederlage in der laufenden Europacup-Saison, als man APOEL Nikosia mit 1:3 unterlag. Nur ein Sieg zum Abschluss gegen den FK TSC hätte zur Teilnahme am K.O.-Playoff berechtigt. Der FC Noah führte in der Partie mit 2:0 sowie 3:1, musste sich am Ende dennoch mit 3:4 geschlagen geben. Mit 4 Punkten und einem Torverhältnis von 6:16 belegte der Klub in der Endtabelle Platz 31 und schied frühzeitig aus der UEFA Conference League aus.

## Erfolge
- Armenischer Meister: 2025
- Armenischer Pokalsieger: 2020, 2025
- Armenischer Superpokalsieger: 2020

## Saisons
FC Arzach Jerewan
| Saisons | Div. | Līga              | Platz |       |
| ------- | ---- | ----------------- | ----- | ----- |
| 2017/18 | 2.   | 1. Liga           | 2.    | [ 1 ] |
| 2018/19 | 1.   | Bardsragujn chumb | 8.    | [ 2 ] |

FC Noah Jerewan
| Saisons | Div. | Līga              | Platz |       |
| ------- | ---- | ----------------- | ----- | ----- |
| 2019/20 | 1.   | Bardsragujn chumb | 2.    | [ 3 ] |
| 2020/21 | 1.   | Bardsragujn chumb | 2.    | [ 4 ] |
| 2021/22 | 1.   | Bardsragujn chumb | 6.    | [ 5 ] |
| 2022/23 | 1.   | Bardsragujn chumb | 8.    | [ 6 ] |
| 2023/24 | 1.   | Bardsragujn chumb | 2.    | [ 7 ] |
| 2024/25 | 1.   | Bardsragujn chumb | 1.    | [ 8 ] |

## Europapokalbilanz
| Saison  | Wettbewerb                    | Runde                  | Gegner                 | Gesamt          | Hin     | Rück          |
| ------- | ----------------------------- | ---------------------- | ---------------------- | --------------- | ------- | ------------- |
| 2020/21 | UEFA Europa League            | 1. Qualifikationsrunde | FK Qairat Almaty       | 1:4             | 1:4 (A) | 1:4 (A)       |
| 2021/22 | UEFA Europa Conference League | 1. Qualifikationsrunde | Kuopion PS             | 1:5             | 1:0 (H) | 0:5 (A)       |
| 2024/25 | UEFA Conference League        | 1. Qualifikationsrunde | KF Shkëndija           | 4:1             | 2:0 (H) | 2:1 (A)       |
| 2024/25 | UEFA Conference League        | 2. Qualifikationsrunde | Sliema Wanderers       | 7:0             | 7:0 (H) | 0:0 (A)       |
| 2024/25 | UEFA Conference League        | 3. Qualifikationsrunde | AEK Athen              | 3:2             | 3:1 (H) | 0:1 (A)       |
| 2024/25 | UEFA Conference League        | Play-offs              | MFK Ružomberok         | 4:3             | 3:0 (H) | 1:3 (A)       |
| 2024/25 | UEFA Conference League        | Ligaphase              | FK Mladá Boleslav      | 2:0             | 2:0 (H) | 2:0 (H)       |
| 2024/25 | UEFA Conference League        | Ligaphase              | SK Rapid Wien          | 0:1             | 0:1 (A) | 0:1 (A)       |
| 2024/25 | UEFA Conference League        | Ligaphase              | FC Chelsea             | 0:8             | 0:8 (A) | 0:8 (A)       |
| 2024/25 | UEFA Conference League        | Ligaphase              | Víkingur Reykjavík     | 0:0             | 0:0 (H) | 0:0 (H)       |
| 2024/25 | UEFA Conference League        | Ligaphase              | APOEL Nikosia          | 1:3             | 1:3 (H) | 1:3 (H)       |
| 2024/25 | UEFA Conference League        | Ligaphase              | FK TSC                 | 3:4             | 3:4 (A) | 3:4 (A)       |
| 2025/26 | UEFA Champions League         | 1. Qualifikationsrunde | FK Budućnost Podgorica | 3:2             | 1:0 (H) | 2:2 (A)       |
| 2025/26 | UEFA Champions League         | 2. Qualifikationsrunde | Ferencváros Budapest   | 4:6             | 1:2 (H) | 3:4 (A)       |
| 2025/26 | UEFA Europa League            | 3. Qualifikationsrunde | Lincoln Red Imps FC    | 1:1 (5:6 i. E.) | 1:1 (A) | 0:0 n. V. (H) |
| 2025/26 | UEFA Conference League        | Play-offs              | NK Olimpija Ljubljana  | -:-             | -:- (A) | -:- (H)       |

Gesamtbilanz: 23 Spiele, 8 Siege, 5 Unentschieden, 10 Niederlagen, 34:40 Tore (Tordifferenz −6)
Stand: 14. August 2025

## Stadion
Seine Heimspiele trägt der Verein im 6800 Zuschauer fassenden Alashkert-Stadion aus. Alternativ finden auch einige Partien im Mika-Stadion (7250 Plätze) statt.
Für die Heimspiele in der UEFA Conference League war man auf das Wasken-Sarkissjan-Nationalstadion (15.000 Plätze) ausgewichen.